# Wick (pays de Galles)
Pour les articles homonymes, voir Wick.
Wick (en anglais) ou Y Wig (en gallois) est un village et une communauté du Vale of Glamorgan, au pays de Galles.

## Géographie
Wick est situé dans l'ouest du Vale of Glamorgan, près du littoral du canal de Bristol, à une dizaine de kilomètres au sud de la ville de Bridgend. Il est traversé par la route B4265 (en) qui relie cette ville à l'aéroport international de Cardiff, entre St Brides Major au nord-ouest et Llantwit Major au sud-est.
La communauté de Wick comprend aussi le village de Broughton (en), à un kilomètre et demi au sud.

## Démographie
Au recensement de 2011, la communauté de Wick comptait 698 habitants.
| 1801 | 1811 | 1821 | 1831 | 1841 | 1851 | 1881 |
| ---- | ---- | ---- | ---- | ---- | ---- | ---- |
| 259  | 278  | 350  | 349  | 377  | 404  | 363  |

| 1891 | 1901 | 1911 | 1921 | 1931 | 1951 | 1961 |
| ---- | ---- | ---- | ---- | ---- | ---- | ---- |
| 327  | 325  | 359  | 339  | 315  | 468  | 496  |

| 1971 | 1981 | 1991 | 2001 | 2011 | - | - |
| ---- | ---- | ---- | ---- | ---- | - | - |
| 642  | ?    | ?    | ?    | 698  | - | - |

## Culture locale et patrimoine

### Lieux et monuments

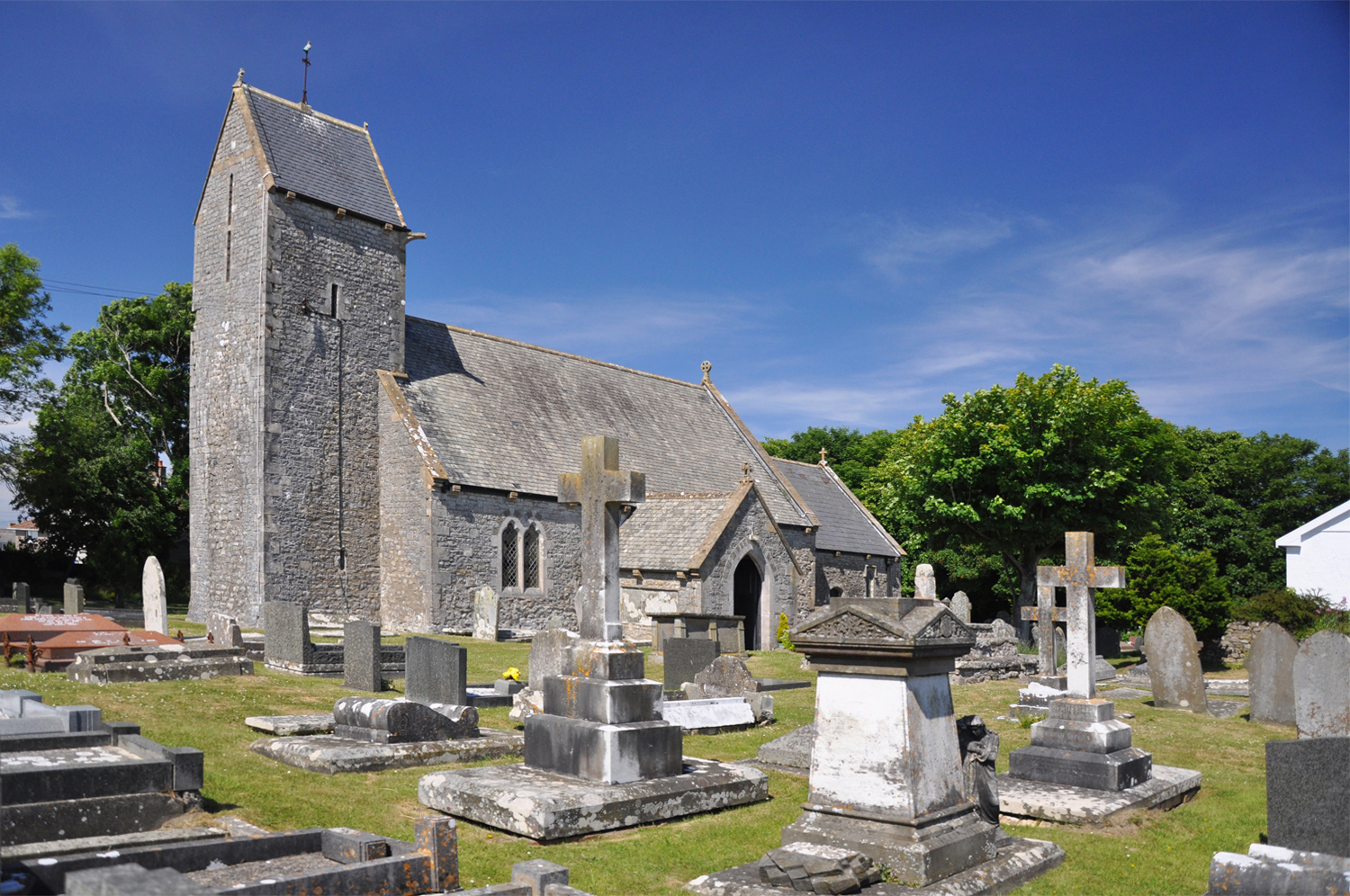
L'église Saint-Jacques de Wick.

La communauté comprend plusieurs monuments classés. Parmi eux, l'église paroissiale, dédiée à saint Jacques, est un monument classé de grade II* depuis 1963. Le bâtiment a pour origine une chapelle construite au XIIe siècle ayant appartenu au prieuré d'Ewenny (en). Il est restauré vers 1871.

### Personnalités liées
- L'historien Keith Thomas est né à Wick en 1933.
- La cycliste Nicole Cooke (née en 1983) a grandi à Wick.